# La Mort apprivoisée
Pour plus de détails, voir Fiche technique et Distribution.
La Mort apprivoisée (The Small Back Room) est un film britannique réalisé par Michael Powell et Emeric Pressburger, sorti en 1949.

## Synopsis
En 1943, Sammy Rice est un expert en bombes qui est devenu dépressif et alcoolique après avoir perdu une jambe. Suite à la mort de son remplaçant, tué lors de l'explosion d'une bombe, il reprend du service et retrouve confiance en lui après avoir réussi à trouver comment désamorcer ce nouveau type d'explosif.

## Fiche technique
- Titre original : The Small Back Room[1]
- Titre français : La Mort apprivoisée
- Réalisation : Michael Powell et Emeric Pressburger
- Scénario : Michael Powell et Emeric Pressburger, d'après le roman éponyme de Nigel Balchin
- Direction artistique : John Hoesli
- Décors : Dario Simoni
- Costumes : Josephine Boss
- Photographie : Christopher Challis
- Son : Alan Allen
- Montage : Reginald Mills
- Musique : Brian Easdale
- Production : Michael Powell et Emeric Pressburger
- Société de production : Archers Film Productions, London Film Productions, British Lion Film Corporation
- Société de distribution : British Lion Film Corporation
- Pays d’origine :  Royaume-Uni
- Langue originale : anglais
- Format : noir et blanc — 35 mm — 1,37:1 —  son Mono (Western Electric Recording)
- Genre : drame
- Durée : 106 minutes
- Date de sortie :
  - Royaume-Uni : 21 février 1949
  - France : 4 septembre 1953[1]

## Distribution
- David Farrar : Sammy Rice
- Kathleen Byron : Susan
- Jack Hawkins : R.B. Waring
- Leslie Banks : le colonel Holland
- Michael Gough : le capitaine Dick Stuart
- Cyril Cusack : le caporal Taylor
- Milton Rosmer : le professeur Mair
- Robert Morley (crédité "un invité") : le ministre
- Walter Fitzgerald : Brine
- Emrys Jones (en) : Joe
- Michael Goodliffe : Till
- Sid James : « Knucksie » Moran, le patron du bar
- Geoffrey Keen : Pinker
- Bryan Forbes : Peterson, l'artilleur agonisant
- Anthony Bushell : le colonel Strang
- Renée Asherson : la caporale de l'A.T.S.
- Patrick Macnee (non crédité) : un homme à la réunion du comité

## Bande originale ou chansons du film
- Scène du Night Club : Musique de Fred Lewis interprétée par le Kenny Baker Swing Group

## Récompenses et distinctions
Nominations
- BAFTA 1950 : Meilleur film britannique